# 伊沃特鎮區 (愛荷華州卡洛爾縣)
伊沃特鎮區（英語：Ewoldt Township）是位於美國愛荷華州卡洛爾縣的一個行政鎮區。

## 地方資料
根據2010年美國人口普查的數據，伊沃特鎮區的面積為87.49平方千米，當中陸地面積為87.47平方千米，而水域面積為0.02平方千米。當地共有人口282人，而人口密度為每平方千米3.22人。